# Championnats d'Europe de char à voile 1997
Navigation
1996 1998
Les 35e championnats d'Europe de char à voile 1997, organisés par le pays hôte sous l'égide de la fédération internationale du char à voile, se sont déroulés à Lytham St Annes en Angleterre,.

## Podium
| Épreuve         | Or                     | Argent                | Bronze          |
| --------------- | ---------------------- | --------------------- | --------------- |
| Classe Standart | David Ravaut           | Yann Leclerc          | René Hingant    |
| Classe 2        | Jean-Marc Grimonpont   | Georges Ameele        | Henri Demuysere |
| Classe 3        | Gareth Rowland         | Hans-Werner Eickstädt | Ivan Ameele     |
| Classe 5        | Jean-Philippe Krischer | Chris Wright          | Michel Jacq     |

## Tableau des médailles par nation
| Rang | Nation      | Or | Argent | Bronze | Total |
| ---- | ----------- | -- | ------ | ------ | ----- |
| 1    | France      | 3  | 1      | 2      | 6     |
| 2    | Royaume-Uni | 1  | 1      | -      | 2     |
| 3    | Belgique    | -  | 1      | 2      | 3     |
| 4    | Allemagne   | -  | 1      | -      | 1     |